# تپه سیاه‌کمر ۲
تپه سیاه کمر ۲ مربوط به دوره اشکانیان - دوره ساسانیان - سده‌های اولیه دوران‌های تاریخی پس از اسلام است و در شهرستان میانه، بخش مرکزی، دهستان اوچ تپه شرقی، ۱ کیلومتری غرب روستای سیاه کمر واقع شده و این اثر در تاریخ ۲۸ اسفند ۱۳۸۵ با شمارهٔ ثبت ۱۸۸۹۴ به‌عنوان یکی از آثار ملی ایران به ثبت رسیده است.